# Gulaschprogrammiernacht

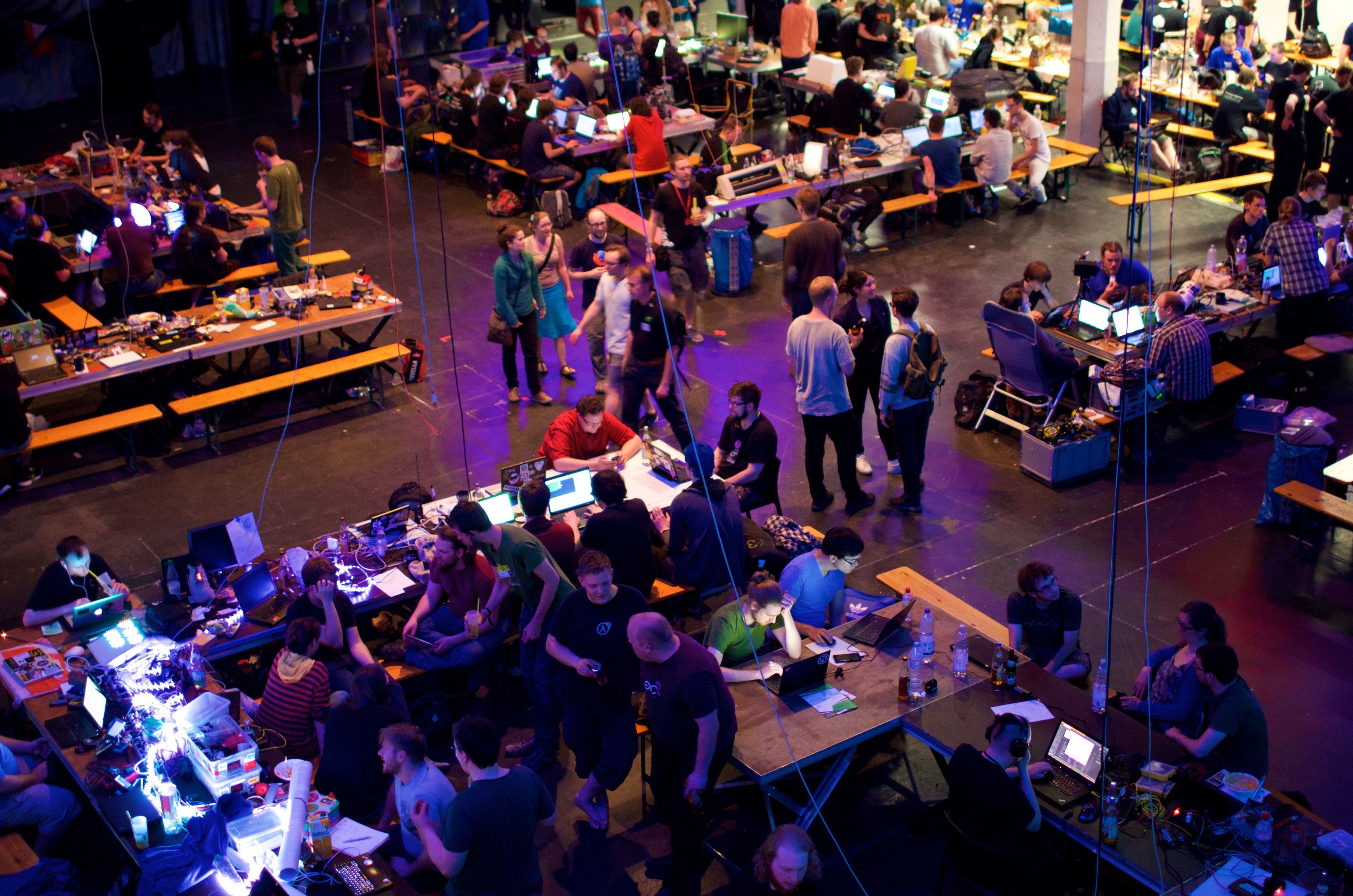
Hackcenter auf der GPN16

Die Gulaschprogrammiernacht (kurz GPN) ist eine viertägige Konferenz für Hacker, Technikbegeisterte und interessierte Laien und mit über 2000 Teilnehmern die zweitgrößte jährliche Veranstaltung des Chaos Computer Club (CCC) nach dem Chaos Communication Congress. Veranstaltet wird die GPN einmal jährlich vom Entropia e. V., dem Karlsruher Zweig des CCC. Das breit gefächerte Programm beinhaltet Fachvorträge, Diskussionsrunden und Workshops zu Themen wie Hard- und Software-Entwicklung, IT-Sicherheit, Open Source und Free Software sowie Datenschutz und Netzpolitik. Im Gegensatz zu anderen vergleichbaren Community-Veranstaltungen der Hackerszene ist der Eintritt zur GPN frei. Die Veranstaltung finanziert sich werbefrei und ausschließlich aus Spenden. Seit der ersten GPN im Jahr 2002 ist die Veranstaltung stetig gewachsen. 2023 haben zuletzt etwa 2000 Menschen an der Gulaschprogrammiernacht teilgenommen.

## Ablauf

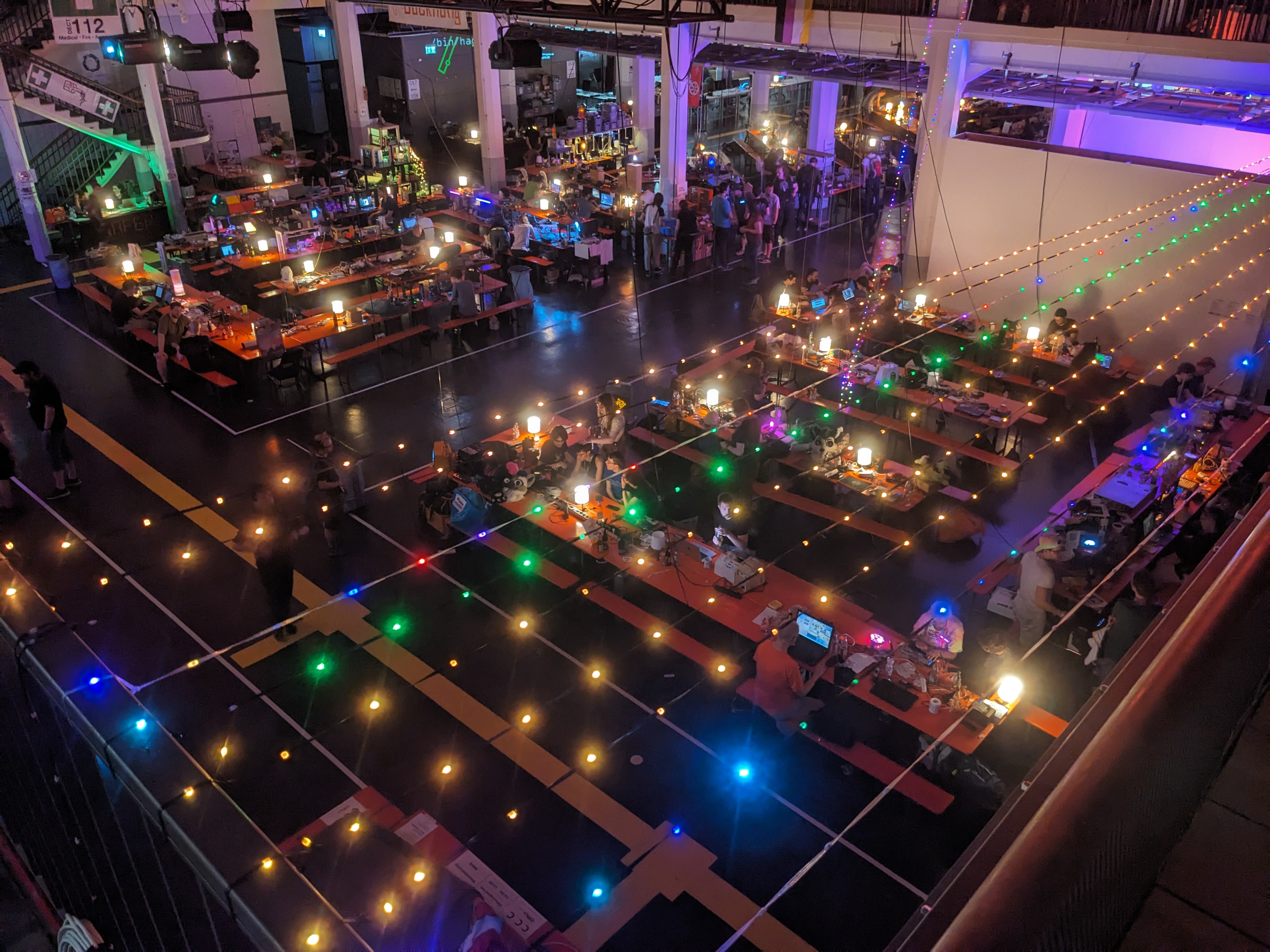
Hackcenter auf der GPN23

Die GPN ist ab der Eröffnung über vier Tage hinweg ununterbrochen geöffnet und wird von vielen Besuchern auch über den gesamten Zeitraum genutzt. Sie gliedert sich dabei in zwei Bereiche:
Das Vortragsprogramm wird im jeweiligen „Fahrplan“ bekannt gegeben und beinhaltet sowohl anspruchsvolle Fachvorträge als auch einsteigerfreundliche oder humoristische Beiträge, dazu Workshops, Showbeiträge und Podiumsdiskussionen zu technischen, politischen und sozialen Themen.
Neben dem Vortragsprogramm bietet die GPN im Hackcenter und den angrenzenden Räumlichkeiten Freiraum für eigene Projekte und Aktionen der Teilnehmer. Infrastruktur in Form von Stromversorgung, schnellem Netzwerkzugang und einem internen DECT-Telefonnetz wird gestellt. Das Mitbringen eigener Hardware, die Präsentation aktueller Projekte und spontane Aktivitäten durch die Teilnehmer bilden einen festen Bestandteil des Programms und sind explizit erwünscht.

## Geschichte
Die erste Gulaschprogrammiernacht fand im Keller des Gewerbehofs in Karlsruhe statt. Nachdem der noch junge Entropia e. V. in finanzielle Schwierigkeiten zu geraten drohte, organisierten die Mitglieder die erste Gulaschprogrammiernacht zwischen dem 12. und 14. April 2002. Der Name der Veranstaltung ist wörtlich zu nehmen: Während diesen drei Tagen haben mehrere Dutzend junger Menschen überwiegend nachts programmiert und Gulasch gegessen.
Im Jahr 2010 fanden wegen eines Fehlers in der Planung die Gulaschprogrammiernacht 9 und 10 statt. Da die geplanten Räumlichkeiten zu dem anvisierten Termin nicht verfügbar waren, wurde die Gulaschprogrammiernacht 9 im kleinen Kreis gefeiert, während die Gulaschprogrammiernacht 10 ein paar Wochen später an der ursprünglich geplanten Stelle, der HfG Karlsruhe, stattfand.
Seit 2009 findet die GPN in den Räumen der HfG Karlsruhe statt. Seit 2014 werden zusätzlich die Räume des benachbarten ZKM Karlsruhe benutzt. Im Jahr 2017 wurden erstmals über 1000 gleichzeitig anwesende Besucher gezählt.
Zu den Unterstützern der Veranstaltungsreihe gehören unter anderem die am ZKM und an der HfG tätigen Medienkünstler und -theoretiker Peter Weibel, Siegfried Zielinski und Michael Bielicky. Als Gastgeber der Gulaschprogrammiernacht ermöglichten sie dieser die Entwicklung zu einem festen Bestandteil der deutschsprachigen Hackerkultur.

## Veranstaltungen
| Nr.   | Datum                    | Motto                                     | Besucher | Veranstaltungsort                 |
| ----- | ------------------------ | ----------------------------------------- | -------- | --------------------------------- |
| GPN1  | 12.–14. April 2002       | kein Motto                                | 20       | Gewerbehof in Karlsruhe           |
| GPN2  | 23.–25. Mai 2003         | Frisch gehacktes                          |          | Raumfabrik Durlach                |
| GPN3  | 22.–23. Mai 2004         | Der Tod                                   |          | Studentenzentrum Z10 in Karlsruhe |
| GPN4  | 20.–22. Mai 2005         | The Return of the Living Bytes            |          | Hochschule Karlsruhe (HSKA)       |
| GPN5  | 9.–11. Juni 2006         | smack_my_bit_up                           |          | Hochschule Karlsruhe (HSKA)       |
| GPN6  | 1.–3. Juni 2007          | Protecting Your Private Bits              |          | Hochschule Karlsruhe (HSKA)       |
| GPN7  | 4.–6. Juli 2008          | Chaos im AKK                              |          | AKK                               |
| GPN8  | 26.–28. Juni 2009        | kein Motto                                |          | HfG Karlsruhe (HfG)               |
| GPN9  | 5. Juni 2010             | kein Motto                                | 20       | Clubräume des Entropia e. V.      |
| GPN10 | 11.–13. Juni 2010        | Off by One                                | 200      | HfG                               |
| GPN11 | 23.–26. Juni 2011        | kein Motto                                | 300      | HfG                               |
| GPN12 | 7.–10. Juni 2012         | kein Motto                                | 350      | HfG                               |
| GPN13 | 30. Mai – 2. Juni 2013   | kein Motto                                | 400      | HfG                               |
| GPN14 | 19.–22. Juni 2014        | Told you so                               | 500      | HfG und ZKM Karlsruhe (ZKM)       |
| GPN15 | 4.–7. Juni 2015          | kein Motto                                | 600      | HfG und ZKM                       |
| GPN16 | 26.–29. Mai 2016         | Eat. Sleep. Code. Repeat                  | 800      | HfG und ZKM                       |
| GPN17 | 25.–28. Mai 2017         | Works as Intended?                        | 1100     | HfG und ZKM                       |
| GPN18 | 10.–13. Mai 2018         | Digital Naives                            | 1200     | HfG und ZKM                       |
| GPN19 | 30. Mai – 2. Juni 2019   | Error 451 – Unavailable for legal reasons | 1500     | HfG und ZKM                       |
| GPN20 | 19.–22. Mai 2022         | Factory Reset                             | 2000     | HfG und ZKM                       |
| GPN21 | 8.–11. Juni 2023         | ch(ea\|i)p alternatives                   | 2000     | HfG und ZKM                       |
| GPN22 | 30. Mai– 2. Juni 2024    | Common Code – Different Roots             | 2000     | HfG und ZKM                       |
| GPN23 | 19. Juni – 22. Juni 2025 | Hidden Patterns                           |          | HfG und ZKM                       |

Die GPN20 war jeweils auch für den 21.–24. Mai 2020 und den 13.–16. Mai 2021 angekündigt, wurde dann aber aufgrund der COVID-19-Pandemie für den jeweiligen Termin abgesagt und auf das folgende Jahr verschoben.

## Besonderheiten
Die GPN ist eine der größten Community-Veranstaltungen der Hacker-Szene in Europa mit freiem Eintritt. Im deutschsprachigen Raum ist die GPN nach dem Chaos Communication Congress die zweitgrößte jährliche CCC-Veranstaltung. Die Veranstaltung trägt sich hauptsächlich durch Spenden der Teilnehmer und ist komplett frei von Werbung. Ein Großteil der organisatorischen Arbeiten wird von freiwilligen Helfern übernommen, auf der GPN Trolle genannt.
Durch den freien Eintritt und die Besucherströme der angrenzenden Museen des ZKM ergibt sich automatisch eine Vermischung von Hackern, Codern, Künstlern und interessierten Bürgern. Der Schweizer Multimedia-Künstler und Autor Alex Wenger – in der Szene bekannt unter dem Pseudonym Blueloop – verdeutlicht beispielhaft die Vermischung dieser Gebiete bei der Gulaschprogrammiernacht: Nicht nur als Besucher, sondern auch als Teil der Veranstaltung hielt er von der zweiten bis zur sechsten Gulaschprogrammiernacht immer wieder Vorträge zu Themen wie Digitalfunk oder der Funktionsweise von LCDs. Es ist diese fehlende Trennung zwischen Vortragenden, Besuchern der Veranstaltung, Studierenden der Hochschule und Besuchern der Museen, die zur Vermengung unterschiedlicher und doch verwandter Themengebiete führt und die Veranstaltung zu dem erhebt, was die Veranstalter beabsichtigen: Jeder Besucher ist Gast, Teilnehmer und Impulsgeber zugleich. Die Gulaschprogrammiernacht bietet jedem eine Plattform, sich zu den genannten Themen miteinander auszutauschen.

## Kultur

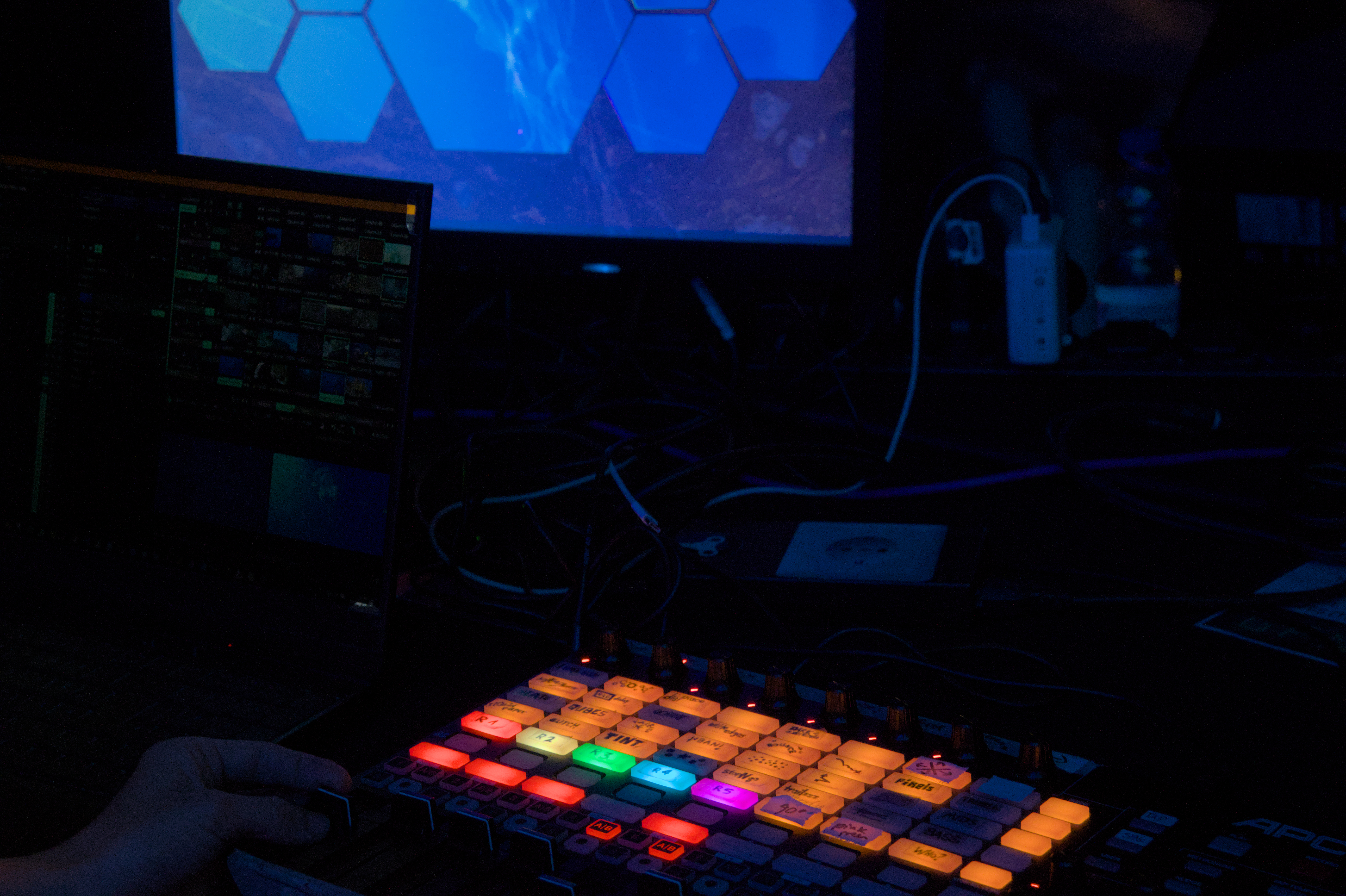
Lounge (DJ-Auftrittsbereich) auf der GPN22

Auf der GPN treten jedes Jahr kleinere und größere Künstler auf. Unter anderem trat auf der GPN21 die im Chaos Computer Club bekannte Band Systemabsturz auf.